# New Ross (Indiana)
New Ross – miasto w Stanach Zjednoczonych, w stanie Indiana, w hrabstwie Montgomery.